# Lake Disappointment

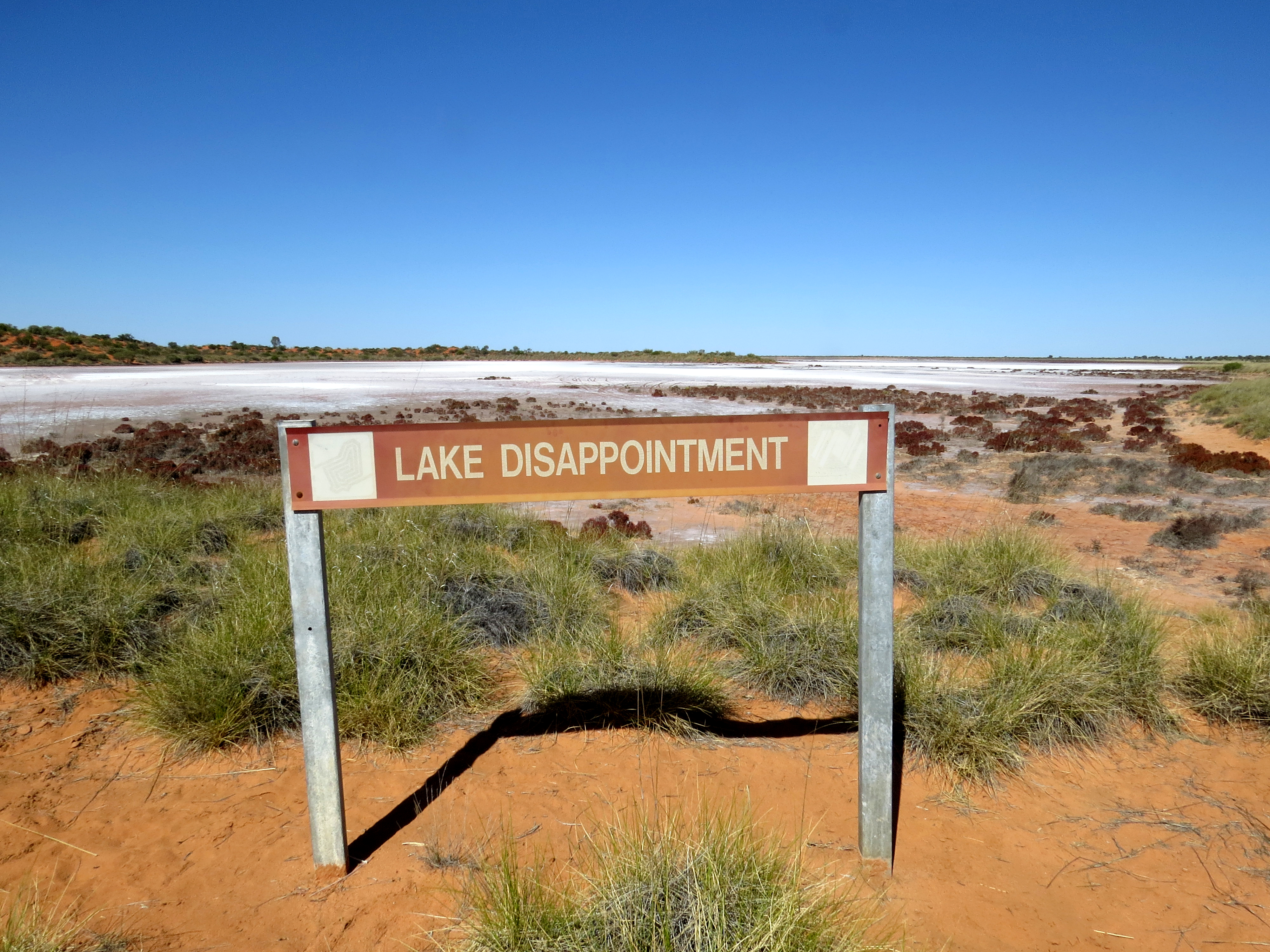
Lake Disappointment, 2015.

Lake Disappointment är en sjö i Australien. Den ligger i delstaten Western Australia, omkring 1 200 kilometer nordost om delstatshuvudstaden Perth. Lake Disappointment ligger 325 meter över havet. Arean är 1 500 kvadratkilometer. Den sträcker sig 52,1 kilometer i nord-sydlig riktning, och 42,0 kilometer i öst-västlig riktning.
Trakten runt Lake Disappointment är ofruktbar med lite eller ingen växtlighet. Trakten runt Lake Disappointment är nära nog obefolkad, med mindre än två invånare per kvadratkilometer. Genomsnittlig årsnederbörd är 409 millimeter. Den regnigaste månaden är januari, med i genomsnitt 125 mm nederbörd, och den torraste är augusti, med 1 mm nederbörd.